# Гершвин (театр)
«Ге́ршвин» (англ. The Gershwin Theatre) — бродвейский театр, расположенный в западной части 51-й улицы в здании «Парамаунт-Плаза» в театральном квартале Манхэттена, Нью-Йорк, США. Зрительный зал рассчитан на 1933 человека, — это самый вместительный театр Бродвея. Управляется компанией «The Nederlander Organization». В фойе театра находится Зал славы Американского театра.

## История
Помещения театра находятся на первых уровнях небоскрёба «Парамаунт-Плаза» на историческом месте театра «Капитолий». Интерьеры в стиле модерн были оформлены по проекту сценографа Ральфа Алсванга. Строительство обошлось примерно $12,5 миллионами.
Театр открылся 28 ноября 1972 года под названием «Урис» (англ. Uris Theatre) (по фамилии братьев-антрепренёров Гарольда и Перси). В день открытия здесь состоялась премьера мюзикла «Виа Галактика». Постановка не имела успеха и с первого же шоу приносила значительные убытки. Мюзикл закрылся после семи спектаклей.
В 1974-76 годах театр использовался в качестве концертной площадки для поп и джазовых исполнителей. Здесь выступали Фрэнк Синатра, Элла Фицджеральд, Каунт Бэйси, Рафаэль, Мишель Легран, Энди Уильямс, Джонни Мэтис, Энтони Ньюли, «Queen» и другие.
5 июня 1983 года здесь прошла 37-я церемония награждения премии Тони. В связи с чем театр был переименован в «Гершвин» — по фамилии братьев Айра (поэт-песенник) и Джорджа (композитор).
С 30 октября 2003 года и по сей день в «Гершвине» идёт прокат одного из самых успешных американских мюзиклов — «Злая». Он установил кассовый рекорд театра в последнюю полную неделю 2013 года, собрав 3 201 333 доллара. Это также: 1) рекорд недельной кассы за всю историю бродвейских постановок; 2) впервые за неделю сумма сборов составила более $3 млн.

## Основные постановки
- 1972: «Виа Галактика»
- 1973: «Качели», «Жижи»
- 1977: «Король и я»
- 1979: «Суини Тодд, демон-парикмахер с Флит-стрит»
- 1981: «Пираты Пензанса», «Моя прекрасная леди»
- 1985: «Поющие под дождём»
- 1987: «Звёздный Экспресс» (бродвейская премьера)
- 1989: «Встреть меня в Сент-Луисе»
- 1990: «Скрипач на крыше»
- 1997: «Кандид, или Оптимизм», «1776»
- 2000: «„Riverdance“ на Бродвее»
- 2002: «Оклахома!»
- 2003: «Злая» (текущая постановка)